# Black Prairie
Black Prairie es una banda estadounidense de música folk formada a principios de 2007 en Portland (Oregón). Su primer álbum, Feast of the Hunter's Moon, fue lanzado el 6 de abril de 2010 en el sello Sugar Hill.

## Historia
La banda comenzó cuando Chris Funk (dobro) y Nate Query (bajo), miembros del grupo de indie rock, The Decemberists tuvieron un tiempo libre de la gira y decidieron armar un proyecto paralelo. Otros músicos, como la acordeonista y el batería de The Decemberists, Jenny Conlee y John Moen, la cantante y violinista Annalisa Tornfelt de Bearfoot y el guitarrista Jon Neufeld de Dolorean se unieron a la formación.
La banda actuó en el festival South by Southwest en marzo de 2010, en el Festival Pickathon de Oregón en agosto de 2010 y realizó una gira en octubre de 2010.
Sus influencias musicales incluyen bluegrass, klezmer, jazz, tango y música rumana dando como resultado una fusión de estilos muy original. Chris Funk dice que el sonido de Black Prairie "une la música de Clarence White y Ennio Morricone ".

## Discografía
- 2010 - Feast of the Hunter's Moon (Sugar Hill Records)
- 2012 - A Tear in the Eye Is a Wound in the Heart (Sugar Hill Records)
- 2013 - Wild Ones (Captain Bluegrass Records)
- 2014 - Fortune (Sugar Hill Records)